# Bani Dhabyan (huyện)
Huyện Bani Dhabyan là một huyện thuộc tỉnh San`a', Yemen. Đến thời điểm năm 2003, huyện này có dân số 16262 người